# Rosa Axamethy
Rosa Axamethy, geb. Racher, auch Rosa Axamethy-Racher (* 27. Juni 1857 in Temesvár, Ungarn; † nach 1913), war eine österreichische Schriftstellerin. Sie schrieb auch unter dem Pseudonym Paul Amern.

## Leben
Axamethy wurde als Tochter eines K.u.k. Militär-Oberintendanten im Banat geboren. Die Familie zog bereits nach kurzen Zeit nach Wien, wo Axamethy aufwuchs und die Schule besuchte. Im Jahr 1874 begann sie schriftstellerisch tätig zu werden, widmete sich jedoch zunächst hauptsächlich der Musik und dem Schauspiel. Bei Mathilde Marchesi nahm sie Gesangsstunden und erhielt zwei Jahre lang Schauspielunterricht von Alexander Strakosch. Kurz vor ihrem Schauspieldebüt heiratete sie 1878 den Politiker Dr. Ludwig Axamethy, der später zum Ministerialrat aufstieg. Mit ihm zog sie nach Budapest und kehrte nicht mehr zur Bühne zurück. 
Bereits vor 1900 erschienen ihre Erzählungen in Zeitschriften. 

## Werke
- Dornröschen (Roman, 1903)
- Im Walde (Novellen, enth.: Kuckuck, Cyklame, Abendrot; 1904)
- Psyche (Roman, 1905)
- Aus tiefster Brust (Gedichte, 1907)
- Die Ahnfrau (Roman, 1908)